# Golpe de Estado en Vietnam del Sur de enero de 1964
El golpe de Estado en Vietnam del Sur de enero de 1964 tuvo lugar antes del amanecer del 30 de enero de 1964, cuando el general Nguyễn Khánh expulsó a la junta militar dirigida por el general Dương Văn Minh del liderazgo de Vietnam del Sur sin disparar un tiro. Esto ocurrió menos de tres meses después de que la junta de Minh llegara al poder en un sangriento golpe de Estado contra el entonces presidente Ngô Đình Diệm. El golpe duró menos de unas horas: después de tomar el poder, el ayudante y guardaespaldas de Minh, el mayor Nguyễn Văn Nhung, fue arrestado y ejecutado sumariamente.
Desconfiado de sus colegas debido a su tendencia a cambiar de bando y su reputación de intrigante, Khánh fue asignado al I Cuerpo en el extremo norte del país después del derrocamiento de Diệm para mantenerlo alejado de la capital, Saigón. Khánh, que había desempeñado un papel menor en el derrocamiento de Diệm, unió fuerzas con los generales Trần Thiện Khiêm, Nguyễn Văn Thiệu, que sentían que merecían mejores puestos en la junta, y los coroneles Nguyễn Chánh Thi y Đỗ Mậu, este último director de seguridad militar de Diệm y un estratega eficaz.
Durante los tres meses de su gobierno, Minh, su primer ministro civil Nguyễn Ngọc Thơ y sus principales colegas militares, los generales Trần Văn Đôn y Lê Văn Kim, intentaron derrotar al Frente Nacional de Liberación de Vietnam (conocido comúnmente como Viet Cong) de forma no militar. Consideraban que una victoria en el campo de batalla era poco práctica o imposible y adoptaron una estrategia de intentar integrar políticamente a los insurgentes en la corriente principal. Esto significó una intensificación de las iniciativas rurales no militares y una reducción de las operaciones armadas. Esto los llevó a entrar en conflicto con Estados Unidos, que tenía planes de comenzar a bombardear Vietnam del Norte. Al mismo tiempo, en enero de 1964, el gobierno francés del presidente Charles de Gaulle propuso la neutralización de Vietnam y la retirada de las fuerzas estadounidenses. Khánh y sus compañeros conspiradores explotaron esto para difundir rumores de que la junta de Minh estaba a punto de hacer un trato con Hanói y luego obtuvieron el apoyo de los EE. UU., sobre todo a través del jefe de las fuerzas militares en Vietnam, el general Paul Harkins, que apoyaba a Diệm y se oponía al golpe de Estado de Minh en noviembre.
Antes del amanecer del 30 de enero, las fuerzas golpistas tomaron a la junta completamente desprevenida y tomaron el poder sin luchar. Khánh decidió a regañadientes mantener a Minh como jefe de Estado figura decorativa mientras conservaba el poder real en sus manos, ya que Minh era popular dentro del ejército y los estadounidenses querían que se mantuviera una muestra de unidad. Khánh también intentó consolidar su posición en el ejército promoviendo a un grupo de oficiales más jóvenes y aumentando el salario de los soldados rasos. Mientras tanto, los otros generales clave de la junta, Don, Kim, Đính y Xuân, fueron puestos bajo arresto domiciliario, acusados por Khánh de intentar negociar un acuerdo de paz con Vietnam del Norte. Sin embargo, cuando fueron llevados a un juicio militar presidido por Khánh, el líder de la junta no proporcionó ninguna prueba y los condenó por «moralidad laxa». Luego Khánh les permitió volver a sus trabajos de oficina sin importancia, pero el juicio-espectáculo le trajo mucha vergüenza. Khánh admitió más tarde que no había base para las acusaciones de neutralismo contra los cuatro generales y, después de un año tumultuoso en el poder, el propio Khánh fue depuesto en febrero de 1965 y obligado a exiliarse.

## Antecedentes

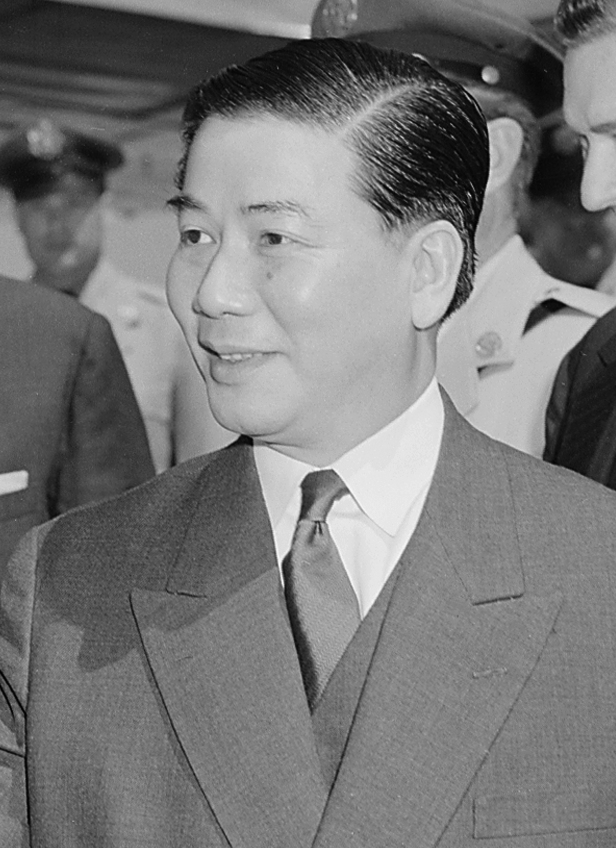
Se desconfiaba de Khánh debido a su tendencia a cambiar de bando y su actitud ambivalente ante los golpes de Estado contra Ngô Đình Diệm (en la imagen), presidente de Vietnam del Sur entre 1955 y 1963.

Durante mucho tiempo se había considerado a Khánh un oficial ambicioso y sin escrúpulos. Tras la partición de Vietnam, Khánh, un oficial entrenado en Francia que sirvió en el Ejército Nacional Vietnamita respaldado por Francia durante la guerra de Indochina, se unió para apoyar a Ngô Đình Diệm, quien se convirtió en el primer presidente del anticomunista Vietnam del Sur (República de Vietnam). Llegó a convertirse en subjefe del Estado Mayor del Ejército de la República de Vietnam (ERVN), pero su historial de lealtad política fue puesto en duda. En 1960, durante un intento de golpe de Estado por parte de paracaidistas rebeldes, Khánh saltó los muros del Palacio de la Independencia y se unió a Diệm durante el asedio, tratando de negociar el fin del enfrentamiento con los rebeldes. Khánh negoció con los rebeldes el tiempo suficiente para que fuerzas leales llegaran desde fuera de la capital para reprimir el levantamiento, pero sus críticos sostuvieron que estaba esperando a ver qué lado obtendría la ventaja y que no estaba comprometido con Diệm. En cualquier caso, Diệm luego lo promovió a comandante del II Cuerpo.{Harvnp|Kahin|1986|p=196}} En su juventud, Khánh se había unido al Viet Minh, pero luego desertó al ejército colonial francés después de un año. Khánh afirmó que había abandonado el Viet Minh debido a sus inclinaciones comunistas, pero los críticos afirmaron que simplemente estaba cambiando de bando porque el Estado de Vietnam respaldado por Francia le ofrecía más oportunidades de ascenso.
Khánh participó en el golpe de Estado en Vietnam del Sur de 1963 que depuso a Diệm, desempeñando un papel menor, aunque afirmó ser un actor clave. Khánh esperaba una gran recompensa, pero la junta lo marginó y lo excluyó del Consejo Militar Revolucionario (CMR) de doce hombres. A mediados de diciembre fue trasladado del II Cuerpo en la Región del Altiplano Central al mando del I Cuerpo, con base en Huế y Đà Nẵng, en el extremo norte de la República de Vietnam. Se especuló que esto era para mantenerlo lejos de Saigón en un intento de evitar que se involucrara en la política. Esto era contrario a la petición de Khánh de ser trasladado al IV Cuerpo en la región del Delta del Río Mekong, cerca de Saigón, donde se estaban produciendo la mayor parte de los combates. En una entrevista con el periodista Robert Shaplen, Khánh no intentó ocultar su molestia por no haberle dado un trabajo más importante. Con respecto al golpe de Estado en Vietnam del Sur de 1963 y el posterior asesinato de Diệm, comentó crípticamente: «Es demasiado pronto todavía para contar toda la historia, pero algún día se la contaré». La Agencia Central de Inteligencia (CIA) también informó que Khánh estaba motivado por la sospecha de que la junta de Minh sabía que él no era confiable y le iba a dar un puesto gubernamental en el extranjero para marginarlo por completo.

### Harkins y su apoyo a Khánh
Afortunadamente para Khánh, aunque sus colegas no lo querían ni confiaban en él, los estadounidenses, tanto civiles como militares, lo tenían en alta estima. El más notable entre sus partidarios fue el comandante estadounidense, el general Paul Harkins, quien consideraba a Minh y sus colegas como «generales políticos» y pensaba mal de ellos, en contraste con Khánh, a quien consideraba un soldado serio. Harkins preparó un alojamiento para Khánh junto al suyo cuando el oficial vietnamita visitó la capital. Harkins también creyó erróneamente que Khánh estaba feliz de haber sido destinado al I Cuerpo y contento de centrarse en asuntos militares en lugar de políticos, sin darse cuenta del enojo de Khánh por haber sido marginado de Saigón. El comandante estadounidense pensó que Khánh había hecho un trabajo eficaz en el I Cuerpo, restaurándolo a la normalidad después de los trastornos de los últimos meses de Diệm en el poder.
Al igual que Khánh, Harkins no tenía buenas relaciones con la junta. Con respecto al derrocamiento de Diệm, el embajador Henry Cabot Lodge Jr. y elementos del Departamento de Estado de los EE. UU. estaban a favor de un cambio de régimen, mientras que el liderazgo militar estadounidense apoyaba la retención de Diệm. Minh y sus partidarios más cercanos sabían bien que Harkins se había opuesto firmemente al golpe y había tratado de detenerlo. Como resultado, desconfiaron de él como un «símbolo del viejo orden» y no «buscaron el consejo» de los funcionarios del Pentágono. Al carecer de influencia en el nuevo gobierno, Harkins quedó significativamente detrás de Lodge como el principal estadounidense en Saigón. Según Kahin, los dos nunca fueron cercanos y «si antes de la destitución de Diệm parecían ser miembros distanciados del equipo, después apenas parecieron estar en el mismo equipo». En un informe al presidente estadounidense Lyndon B. Johnson en diciembre de 1963, McNamara afirmó que «El Equipo Nacional es la segunda mayor debilidad [después del gobierno de Minh]. Carece de liderazgo y no está trabajando con un plan común... Sobre todo, Lodge prácticamente no tiene contacto oficial con Harkins. Lodge envía informes con importantes implicaciones militares sin mostrárselos a Harkins».
Harkins estaba resentido por su relevancia cada vez menor, especialmente porque de todos modos su mandato en Vietnam terminaría en seis meses, por lo que decidió tratar de recuperar la influencia perdida ante Lodge alterando la forma del régimen de Saigón. La división entre Harkins y Lodge también quedó sin resolver por imperativos políticos internos en Washington. El Departamento de Defensa no abandonó su apoyo a Harkins, por lo que no fue convocado anticipadamente. Aunque Johnson dijo de Lodge: «No vale nada. No puede trabajar con nadie. No deja que nadie más trabaje», el presidente decidió no intentar forzar ningún cambio debido a las próximas elecciones presidenciales de Estados Unidos. Lodge era el favorito para la nominación republicana en ese momento, y Johnson quería mantenerlo en Saigón en lugar de tener al embajador en Estados Unidos haciendo campaña contra él y el Partido Demócrata. Aparte de Harkins, el general Maxwell Taylor, jefe del Estado Mayor Conjunto, también era conocido por considerar a Khánh como el general más importante de la nación, mientras que el subsecretario de Estado George Ball le dijo a Lodge que «nuestra impresión [del Departamento de Estado] es que Khánh es uno de los mejores generales, valiente y sofisticado». Khánh era conocido por sus opiniones proestadounidenses, y el ayudante de Lodge, el coronel Mike Dunn, dijo que Khánh no solo hablaba inglés con fluidez, sino que «hablaba inglés estadounidense; ejército estadounidense, de hecho». En una ocasión, Khánh había dicho a los funcionarios estadounidenses que Vietnam del Sur «debe confiar en el apoyo estadounidense».
En aquella época, el gobierno de Vietnam del Sur estaba plagado de luchas internas. El MRC designó un gobierno civil y un gabinete dirigido por el primer ministro Nguyễn Ngọc Thơ para aliviar parte de la carga de trabajo en asuntos no militares. Sin embargo, la presencia de los generales Trần Văn Đôn y Tôn Thất Đính tanto en el gabinete civil como en el MRC paralizó el proceso de gobierno. Đính y Đôn estaban subordinados a Thơ en el gabinete, pero como miembros del MRC eran superiores a él. Cada vez que Thơ daba una orden en la jerarquía civil con la que no estaban de acuerdo, iban al MRC y daban una contraorden. La junta quedó paralizada porque los doce generales del MRC tenían el mismo poder.Cada miembro del MRC tenía poder de veto, lo que le permitía obstaculizar las decisiones políticas. La prensa atacó duramente a Thơ, acusando a su gobierno de ser «herramientas» del MRC. Los medios de comunicación se burlaron aún más de Thơ por los beneficios personales que obtuvo como terrateniente gracias a la política simbólica de reforma agraria de la administración de Diệm.> El 1 de enero de 1964 se reunió por primera vez un Consejo de Notables integrado por sesenta ciudadanos destacados. Su función era asesorar a las alas militares y civiles del gobierno con vistas a reformar los derechos humanos, la constitución y el sistema jurídico. El consejo, que estaba compuesto casi en su totalidad por profesionales y líderes académicos, pronto se vio envuelto en un debate interminable y nunca logró su tarea inicial de redactar una nueva constitución.

### Ineficaz gobierno de la junta
El gobierno provisional carecía de dirección en materia de políticas y planificación, lo que hizo que perdiera rápidamente el control. Minh fue criticado por ser letárgico y desinteresado en gobernar el país. El número de ataques rurales instigados por el Viet Cong aumentó a raíz del derrocamiento de Diệm, en parte debido al desplazamiento de tropas a zonas urbanas para el golpe. El debate cada vez más libre generado a partir de la aparición de datos nuevos y precisos tras el golpe reveló que la situación militar era mucho peor que lo que informó Diệm. La incidencia de los ataques del Viet Cong continuó aumentando como lo había hecho durante 1963, la tasa de pérdida de armas empeoró y la tasa de deserciones del Viet Cong disminuyó. Las unidades que participaron en el golpe fueron devueltas al campo para protegerse ante una posible gran ofensiva comunista en el campo. La falsificación e inflación de las estadísticas militares por parte de los funcionarios de Diệm habían llevado a errores de cálculo, que se manifestaron en reveses militares después de la muerte de Diệm. Khánh afirmó que «después del golpe de noviembre, hubo mucha relajación, comidas y bebidas, y poco seguimiento del esfuerzo bélico». Khánh afirmó que había creado una infraestructura de inteligencia para eliminar al Viet Cong bajo el gobierno de Diệm, pero que los otros generales la habían disuelto y liberado a los prisioneros comunistas.
Al mismo tiempo, Thơ también se estaba volviendo impopular dentro del establishment militar. Uno de los objetivos de los intentos de golpe de Estado en ese momento era derrocar a Tho, y la impopularidad del primer ministro ayudó a distraer a algunos de los oficiales en funciones del hecho de que ellos eran el objetivo principal: en ese momento, el MRC estaba avanzando hacia la destitución de Tho, y Minh era el único general de alto rango que todavía confiaba en él. Una razón más importante para la falta de preparación de los generales en funciones para el golpe de Khánh fue su incomprensión de la postura estadounidense. Después de lo ocurrido con Diệm, así como otros intentos fallidos de golpe de Estado, consideraban que el apoyo estadounidense era el factor decisivo para la supervivencia de cualquier gobierno y el éxito de cualquier golpe. Como resultado, las reiteradas garantías de los comentarios elogiosos de Lodge y Johnson en privado y en público los convencieron de que permanecían en terreno firme. Johnson le había pedido a Lodge que le asegurara a Minh en una reunión el 1 de enero de 1964 que tenía «el apoyo total de los Estados Unidos como el líder de Vietnam [énfasis en el original]».

### La política de la junta entra en conflicto con la de Estados Unidos
Además de los problemas no militares que enfrentó la junta, también entró en conflicto con los estadounidenses por la estrategia política, más notablemente sobre si la fuerza armada o la política deberían ser el foco de los esfuerzos para poner fin a la amenaza comunista a Vietnam del Sur. Minh, los generales principales y Tho favorecían una solución de orientación política, sintiendo que la caída de Diệm y Nhu había creado nuevas posibilidades para poner fin a la insurgencia del Frente Nacional de Liberación de Vietnam, o Viet Cong, principalmente a través de un programa de extensión. Pensaban que la fuerza militar no sería suficiente para Saigón y que los medios políticos eran más eficaces que utilizar el poder de fuego estadounidense para compensarlo. Para los líderes de la junta, el rápido crecimiento de la insurgencia en el último año de Diệm se debió a que se la consideraba un punto de reunión y un símbolo de oposición a Diệm y Nhu, más que un respaldo a los comunistas. Los generales superiores de la junta creían que con la muerte de los hermanos Ngô, la insurgencia había perdido su principal foco de oposición y, por lo tanto, su motivación para operar de manera vigorosa. Para ellos, la mayoría de los insurgentes no eran comunistas, con fuertes elementos de las sectas religiosas Cao Đài y Hòa Hảo u otra oposición que se habían unido debido a un apasionado sentimiento anti-Diệm. De este modo, Minh vio el período posterior a Diệm como una oportunidad para el fortalecimiento político de base para socavar la base de apoyo del Viet Cong y obligar al resto a integrarse a la sociedad dominante debido a las realidades políticas.
Minh y sus partidarios más cercanos tendían a considerar a Huỳnh Tấn Phát, Nguyễn Hữu Thọ y los otros líderes nominales del Viet Cong como «antiguos colegas burgueses» y nacionalistas moderados, no comunistas, que se sentían incómodos con una presencia extranjera en Vietnam del Sur, y cuyas opiniones políticas habían permanecido en gran medida sin cambios desde su partida a la jungla unos años antes. El grupo de Minh creía entonces que el Viet Cong podría reintegrarse pacíficamente a la política dominante. Tras su derrocamiento, Tho dijo que su administración quería ganarse el apoyo de las sectas religiosas y de la minoría camboyana del delta del Mekong, que se habían sentido alejadas de Diệm, ya que, según él, los comunistas declarados eran una minoría débil en el Viet Cong. Esto haría que los comunistas fueran irrelevantes en un proceso electoral libre en una sociedad normal y pacífica con una política exterior prooccidental que no fuera de una línea dura anticomunista. Según Tho, este plan no era un acuerdo con los comunistas ni con el Viet Cong, ya que su grupo lo vio como un intento político de convencer a los disidentes no comunistas y aislar a los que eran comunistas. Minh y Đôn también describieron más tarde planes similares y dijeron que creían que los estadounidenses se habían dado cuenta de ello y se habían vuelto hostiles hacia ellos.
Al mismo tiempo, de acuerdo con la estrategia política, la junta de Minh se mostró reacia a realizar ofensivas a gran escala, lo que preocupaba a los estadounidenses, en particular a Harkins, Taylor y al jefe de la CIA, John McCone. Aunque Harkins y Taylor se habían opuesto al derrocamiento de Diệm, las políticas de la junta también decepcionaron a muchos partidarios del golpe contra Diệm, ya que consideraban que el cambio de régimen era necesario para sus esperanzas de una guerra anticomunista más agresiva. Por su parte, el grupo dirigente de Minh creía que era necesario adoptar un enfoque militar más discreto para su campaña política contra la insurgencia.
Durante la última parte del gobierno de Diệm, una pieza central de la campaña de pacificación rural fue la construcción a gran escala de aldeas estratégicas, mediante las cuales los aldeanos se vieron obligados a trasladarse a campamentos fortificados en un intento de excluir a los insurgentes. Sin embargo, esto fracasó porque muchos lograron infiltrarse en los asentamientos, mientras que una implementación previa de tales principios en Malasia había tenido éxito porque los comunistas locales eran chinos étnicos que se distinguían físicamente de la mayoría étnica anticomunista. Esto también enfureció a los campesinos, que se vieron obligados a abandonar sus tierras y hogares ancestrales y a construir nuevas viviendas en los nuevos pueblos. Muchas de estas aldeas fueron posteriormente invadidas por ataques comunistas, algo que agradó a muchos habitantes del lugar. El general Lê Văn Kim supervisó el futuro del programa de Minh y se decidió liberalizar el sistema para intentar ganarse el apoyo de los campesinos. Se prevé que podrían reducir el apoyo a la insurgencia en un 30% sólo a través de estos acuerdos menos restrictivos, citando actitudes más cooperativas en las regiones del Delta del Mekong densamente pobladas con Hòa Hảo y Cao Đài. Sin embargo, esto molestó y despertó sospechas entre los estadounidenses.
La administración de Minh también se opuso a una propuesta de aumento del número de asesores militares y civiles estadounidenses en los niveles de distrito y aldea, sosteniendo que esto daría la impresión de colonialismo y que un enfoque discreto era más aconsejable y no provocaría resentimiento. Esto causó gran preocupación entre los estadounidenses. En diciembre, McNamara y McCone visitaron Vietnam y escribieron un informe muy pesimista a Washington expresando su preocupación por la eficacia de las políticas actuales en Saigón con respecto a las ganancias militares y la consolidación rural, y si conducirían a una toma de poder comunista. Đôn dijo que, bajo órdenes de Harkins, los oficiales estadounidenses asignados a los cuatro comandantes de cuerpo habían estado tratando vigorosamente de convencerlos de la necesidad de bombardear Vietnam del Norte y, por implicación, de la necesidad de dar un golpe de Estado debido a la negativa del gobierno en ejercicio a permitir una campaña de bombardeos. Đôn afirmó que ese cabildeo influyó para convencer a algunos oficiales a unirse al golpe.
Lo más notable es que la junta de Saigón se opuso a las propuestas estadounidenses de intensificar la guerra con una campaña de bombardeos a gran escala contra Vietnam del Norte, como propugnaba el Estado Mayor Conjunto de Estados Unidos. Este plan exigía el uso de recursos estadounidenses identificados como survietnamitas. Esto fue rechazado con el argumento de que perdería capital moral para Saigón, ya que promovían su causa como justa y compatible con la seguridad física de sus compatriotas vietnamitas, así como por temor a que provocara una invasión terrestre comunista desde el norte.
Los estadounidenses estaban cada vez más preocupados por el creciente abismo en las perspectivas hacia la guerra y, siguiendo el consejo de sus asesores, Johnson describió el neutralismo como «otro nombre para una toma de poder comunista» en un mensaje de Año Nuevo a Minh. Como Minh se mantuvo firme en estas políticas, Roger Hilsman y Lodge, los principales defensores de la destitución de Diệm, comenzaron a perder la confianza en la junta y se unieron al estamento militar, que se había opuesto al golpe contra Diệm en primer lugar. En una reunión del 21 de enero entre Harkins, Lodge, Minh, Kim y Tho, los estadounidenses propusieron un plan para bombardear Vietnam del Norte y fueron rechazados explícitamente por Minh, quien pensó que tales acciones resultarían en una escalada y serían contraproducentes, posiblemente induciendo una incursión terrestre china similar a lo que había sucedido durante la guerra de Corea. La historiadora australiana Anne E. Blair identificó esta reunión como la sentencia de muerte política de Minh, porque cuando Lodge informó de la reunión a Washington, los generales principales del ejército estadounidense presionaron a McNamara afirmando que ya no era posible trabajar dentro de los parámetros establecidos por Saigón y que Estados Unidos simplemente debería tomar el control de la política militar anticomunista.
También existía una creciente preocupación de que los llamados del príncipe Sihanouk de Camboya a la neutralización de su propio país, y sus intentos de convocar una conferencia internacional sobre el asunto, aumentarían ese sentimiento en Vietnam, algo que se repitió a menudo en los medios estadounidenses. Minh se opuso públicamente a las ideas de Sihanouk y a los planes similares propuestos por el presidente francés Charles de Gaulle, pero el debate sobre los conceptos siguió creciendo.

## Primeros movimientos
Aproximadamente un mes antes de que la junta de Minh fuera derrocada, Khánh fue abordado por uno de los principales estrategas en la destitución de Diệm, el general Đỗ Mậu. Mậu, que era coronel en el momento del golpe anterior, había sido jefe de la seguridad militar de Diệm. Aunque no comandaba tropas explícitamente, Mậu tenía un conocimiento profundo de los antecedentes de la mayoría de los oficiales superiores del ERVN y de sus fortalezas y debilidades. Esto le había permitido ayudar a diseñar el golpe anterior. El CMR respetaba a Mậu, pero sus temores sobre su astucia los llevaron a colocarlo en el puesto relativamente impotente de ministro de Información. Los colaboradores más cercanos de Mậu fueron destinados más lejos de cualquier poder real en un intento de fragmentar sus redes de influencia. Mậu comenzó a buscar oficiales para reemplazar a la junta, buscando exiliados en Camboya y Francia, así como a aquellos que habían regresado a Vietnam después del derrocamiento de Diệm. El eslabón más importante del plan de Mậu era el coronel Nguyễn Chánh Thi, el excomandante de paracaidistas que había huido a Camboya tras el fallido intento de golpe de Estado de 1960 contra Diệm. Mậu persuadió a la junta para que instalara a Thi como adjunto de Khánh en el I Cuerpo. Engañó a la junta para que lo hiciera, argumentando que, como Khánh había sido en gran medida responsable de sofocar la revuelta de 1960, Thi sería un mecanismo ideal para mantener a Khánh bajo control, afirmando que los dos se opondrían implacablemente entre sí. En privado, Mậu predijo que Thi sería un puente entre él en Saigón y Khánh en Huế. Tenía razón al pensar que el conflicto de 1960 sería irrelevante en el cambio de alianzas a lo largo del tiempo y que ambos trabajarían juntos para alcanzar sus objetivos actuales de progreso. Mậu reclutó una segunda figura en la forma del general Trần Thiện Khiêm, quien era uno de los cadetes compañeros de Khánh y había trabajado con Mậu durante el golpe de noviembre. Khiêm había ayudado a Diệm a sofocar el complot de 1960 y desde entonces había sido degradado de jefe de Estado Mayor del ARVN a comandante del III Cuerpo que rodeaba Saigón. Khiêm se unió rápidamente al complot y controló las 5.ª y 7.ª Divisiones del ERVN, que tenían base en Biên Hòa y Mỹ Tho al norte y al sur de Saigón respectivamente. Esto hizo que los dos comandantes de división subordinados a Khiêm se unieran a la conspiración, siempre y cuando obedecieran sus órdenes. Khiêm, Khánh y Mậu se mantuvieron en contacto subrepticiamente de manera regular, complementando sus fuerzas con una variedad de oficiales de la Infantería de Marina, la Fuerza Aérea y las Fuerzas Especiales. Otro fue el general Dương Văn Đức, que había regresado recientemente del exilio en París y era asistente de Kim, el jefe del estado mayor de la junta. Durante este tiempo, los conspiradores recibieron el aliento de Harkins a través de sus asesores estadounidenses, algo que se consideró crucial para el creciente impulso del complot.
Entre los reclutas notables había varios oficiales que habían sido destacados leales a Diệm y que luego fueron destituidos o degradados poco después de que la junta de Minh tomó el poder. Otros leales a Diệm comenzaron a temer que pronto también ellos serían derrocados. La junta de Minh procedió lenta y gradualmente, con la esperanza de evitar golpes preventivos por parte de oficiales que temían ser degradados o despedidos. Sin embargo, su campaña pública contra la corrupción militar preocupó profundamente a los leales a Diệm que tenían mala reputación. Un informe de la CIA del 7 de diciembre de 1963 concluyó que «por deseable y quizás incluso necesaria que sea» esa «amenaza de purga de elementos corruptos de las filas del estamento militar desde un punto de vista a largo plazo... en el corto plazo» se podía anticipar que causaría un «efecto disruptivo en la solidaridad del estamento militar».
Entre quienes se unieron al golpe estaba el jefe de la Guardia Civil, Dương Ngọc Lắm, un leal a Diệm que había sido ascendido recientemente de coronel a general de brigada. Estaba siendo investigado por la junta por estafar fondos militares y se convirtió rápidamente.

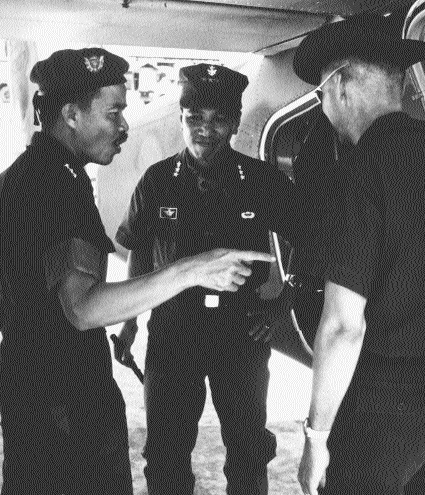
Thi (izquierda) y Thiệu (derecha) durante la década de 1960. Ambos apoyaron de manera destacada el golpe de Khánh.

Durante el breve gobierno de Minh, se realizaron varios cambios en las unidades militares de la capital que favorecieron al grupo de Khánh. Tras la destitución de Diệm, la protección de los gobernantes en ejercicio en Saigón también disminuyó. La Guardia Presidencial que Diệm utilizó para proteger el Palacio de Gia Long contra los golpes de Estado fue disuelta y enviada al campo, al igual que unidades de los Rangers del ERVN, que se habían mantenido en la capital con el mismo propósito. El plan de los conspiradores recibió un impulso significativo el 5 de enero, cuando Dinh entregó el mando del III Cuerpo a Khiêm tras la persistente presión del estamento militar estadounidense para que se concentrara plenamente en su trabajo como ministro del Interior. Khiêm tomó el poder y ahora estaba de acuerdo con los comandantes subordinados de la 5.ª y 7.ª División, Nguyễn Văn Thiệu y Lâm Văn Phát, quienes jugaron un papel importante en las fuerzas golpistas. Dinh reflexionó más tarde que su reemplazo por Khiêm fue «un preludio al golpe», mientras que Đôn dijo que le dio a Khiêm una base concreta desde la cual organizar un golpe. Khiêm estaba descontento desde hacía tiempo con su posición en el régimen posterior a Diệm, al igual que Thieu, y había estado planeando un golpe de Estado propio.
A medida que el complot golpista comenzó a solidificarse, Khánh pasó a ocupar el primer plano del grupo. Algunos analistas han llegado a la conclusión de que Khiêm —que pasó a ser el segundo al mando de Khánh en términos de poder real después del éxito del golpe— fue más preeminente durante las primeras fases de la planificación, pero que como católico que había sido rápidamente promovido por Diệm después de cambiar de religión, «no se atrevió a llevar a cabo un golpe de estado él mismo por miedo a que los budistas reaccionaran fuertemente contra él y lo acusaran de tratar de restablecer el régimen de Ngô». Otro factor visto como vital para llevar a Khánh a la vanguardia del grupo golpista fue el hecho de que el liderazgo militar estadounidense consideró que Khánh era más capaz que Khiêm e igualmente propenso a trabajar de acuerdo con los intereses estadounidenses. Harkins tenía una gran opinión de Khánh y lo consideraba «el más fuerte de todos los comandantes del cuerpo». Según una evaluación de la CIA, Khánh había sido «consistentemente favorable a los programas y consejos estadounidenses».

### Campaña de rumores
A finales de diciembre y principios de enero, se produjeron manifestaciones estudiantiles en Vietnam del Sur contra el neutralismo y el presidente francés Charles de Gaulle, que abogaba por la retirada de los estadounidenses y las negociaciones entre los dos Vietnam. El Consejo de Notables acusó al gobierno provisional y a la junta de tener una postura incierta sobre el tema y llegó incluso a recomendar que Vietnam del Sur suspendiera las relaciones diplomáticas con Francia. Los rumores y la crisis se intensificaron cuando un reputado agente francés, el teniente coronel Tran Dinh Lan, regresó repentinamente a Saigón después de varios años en Francia. Había servido en el Ejército Nacional Vietnamita y había traído consigo piastras de Vietnam del Sur por valor de varios millones de dólares estadounidenses. Lan se mudó a la casa de uno de los principales ayudantes de Kim, lo que alimentó las especulaciones de que agentes franceses estaban siendo llevados sistemáticamente a la capital. Estos rumores sirvieron para difundir la creencia de que un acuerdo neutralista patrocinado por Francia era inminente y dieron a los conspiradores la oportunidad de actuar.
Duc tenía años de experiencia en Francia, lo que le había dado una buena idea de cómo podían pensar los franceses y cómo podrían ser sus relaciones con los miembros francófilos del ERVN. Utilizó esto para inventar algunos documentos que parecían plausibles e incriminatorios para Mậu. Pretendían demostrar que tres miembros destacados de la junta: los generales Minh, Kim y Đôn, habían sido comprados por agentes franceses y estaban a punto de declarar la neutralidad de Vietnam del Sur y firmar un acuerdo de paz para poner fin a la guerra con el Norte. Algunos de los documentos se filtraron a elementos de la presencia estadounidense en Saigón y llegaron a conocimiento de algunos altos funcionarios estadounidenses.
Khánh mantuvo varias reuniones con oficiales estadounidenses en Huế durante las dos primeras semanas de enero. Además de asuntos militares rutinarios, también se informó de que se produjeron conversaciones para un golpe de Estado. Khánh también volaba periódicamente a Saigón para participar en conspiraciones con sus colegas. Estos eventos generalmente tenían lugar en la casa aislada de un coronel que era jefe de una provincia cercana. También se celebraron reuniones en la sede de Khánh en Huế. Khánh comenzó a dejarse crecer una pequeña perilla, que solía dejarse crecer cuando intentaba un nuevo proyecto y solo se afeitaba una vez que el trabajo estaba terminado.
Durante este tiempo, Khánh difundió rumores en la capital de que los franceses estaban detrás de un plan para instalar un gobierno procomunista que implementaría los planes de De Gaulle para la neutralización de Vietnam. Khiêm y Thieu ayudaron a Khánh en una campaña de desprestigio concertada. El Ministerio de Asuntos Exteriores francés había anunciado que París establecería relaciones diplomáticas con Pekín el 28 de enero, y Khánh aprovechó la oportunidad para aprovechar el sentimiento antineutralista estadounidense. El intento de De Gaulle de cultivar relaciones con la China comunista estaba ligado a su política de pedir a las tropas estadounidenses que abandonaran Vietnam.
Khánh dijo a varios funcionarios estadounidenses que Đôn, Kim y el general Mai Hữu Xuân, junto con Minh, eran «profranceses y proneutralistas» y parte del plan de De Gaulle. Khánh afirmó que el hecho de que Đôn hubiera invitado a cenar a dos miembros de la Asamblea Nacional de Francia, ambos del partido de De Gaulle. Según una fuente, Kim y Minh también estaban presentes, mientras que otra dice que Kim, Đính y Xuân estaban allí. Khánh afirmó en ese momento que los generales discutieron allí la neutralización, mientras que Đôn y Đính siempre lo negaron. Otro incidente que ocurrió públicamente fue un viaje en enero de Đôn y Đính a la capital de Tailandia, Bangkok, para un evento militar, en el que hubo una conferencia de prensa en la que Đôn no descartó el plan de De Gaulle si se aplicaba a ambos Vietnam por igual.
Se cree que los incidentes de Bangkok y de la cena fueron parte de la base de un informe de Giovanni D'Orlandi, el embajador italiano en Saigón, transmitido por Lodge a Washington el 20 de enero. Se alegó que Đôn y Đính eran líderes potenciales de un grupo que podría apoyar el plan de neutralización de De Gaulle. En ese momento, Lodge dijo que su oficina no tenía evidencia sólida de que alguno de los dos estuviera contemplando la neutralización, pero justo después del golpe, envió un cable a Washington para decirle que estaba reconsiderando su posición. Dijo que Đôn y Kim conservaron su ciudadanía francesa y «nunca renunciaron en ningún momento a la posibilidad de una solución neutral en lo que les pudiera parecer el momento adecuado». Dijo que aunque pensaba que sus políticas contra los comunistas eran efectivas, «ninguno de nosotros había discutido nunca cuál sería el siguiente paso después de que el Gobierno de Vietnam hubiera alcanzado una posición de fuerza. Tal vez sí favorecían la solución de la neutralidad francesa en ese momento». Por otro lado, el personal del subsecretario de Estado W. Averell Harriman había dicho que las afirmaciones eran simplemente una cortina de humo difundida por Khánh y sus seguidores para ganar apoyo para una toma de poder. El personal de Lodge tampoco pudo encontrar pruebas que corroboraran las acusaciones de Khánh. Lodge había puesto al empleado de la embajada Frederick Flott a cargo del enlace franco-estadounidense en Vietnam del Sur. Flott no encontró nada que apoyara las afirmaciones de un vínculo entre la propuesta de De Gaulle y la junta de Minh e informó que muchos contactos franceses habían lamentado su falta de éxito en unir a la administración de Minh a la propuesta de De Gaulle.

## Preparativos finales
El 28 de enero, Khánh voló de Huế a Saigón vestido de civil en un avión comercial. Ocultó su artimaña afirmando que viajaba con el asesor militar de los Estados Unidos, el coronel Jasper Wilson, y afirmando que había venido para una cita con el dentista. Esto ocurrió después de que Duc había llegado al I Cuerpo más temprano ese día con un mensaje de los otros conspiradores de que Khánh estaría en Saigón para liderar el golpe al día siguiente. Lo que Khánh había hecho en realidad era enviar a Wilson a Saigón más temprano ese mismo día para consultar con la embajada y confirmar que Washington apoyaba el golpe.
A través de Wilson, Khánh le dijo a Lodge que poseía documentos que probaban que Đôn, Kim y Xuân estaban a punto de dar un golpe de Estado y neutralizar a Vietnam del Sur. Afirmó que su planificación incluía conversaciones con Francia. Khánh afirmó que era necesaria una acción preventiva porque si no se detenía y aplastaba el complot de inmediato, existía una posibilidad realista de éxito, ya que una «plataforma neutralista podría encontrar una buena respuesta entre los oficiales subalternos». Wilson telefoneó entonces a Khánh a las 15:00 para confirmar que el Comando de Asistencia Militar de Vietnam (CAMV) y la embajada no tenían objeciones, utilizando una palabra clave predeterminada para transmitir el respaldo a Khánh.
Más tarde se reveló que Harkins había informado en un cable que Wilson lo había visto alrededor de las 15:00 en nombre de Khánh para determinar si Washington apoyaría un «contragolpe» contra aquellos que «planeaban tomar el control y anunciar inmediatamente una posición de neutralización». Harkins declaró que ordenó a Wilson que se presentara en Lodge. Harkins informó entonces que estaba realizando «un viaje de campo», que se cree era un intento de presionar a las fuerzas con base en Saigón para que se unieran al golpe. Más tarde se informó que Harkins respondió a la pregunta de Khánh sobre si se oponía a un golpe: «No, creo que usted es un general excelente». Después, cuando se le preguntó por qué no había avisado a la junta, Harkins dijo que los oficiales gobernantes «no se llevaban bien de todos modos, así que tal vez fue un cambio para mejor. Pensé que lo era».
Khánh voló a Saigón después de la confirmación de Wilson, y se quedó en la casa de un amigo y esperó el golpe, que estaba programado para las 04:00 del 30 de enero. Según el plan, las fuerzas de Khiêm en Saigón rodearían las casas de los miembros de la junta que estuvieran durmiendo, mientras que Khánh y una unidad de paracaidistas ocuparían la sede del Estado Mayor Conjunto cerca de la base aérea de Tan Son Nhut. Thi siguió a Khánh a la capital el mismo día, y los conspiradores se reunieron en lugares oscuros de la ciudad.
En ese momento, había un gran obstáculo: las unidades blindadas en la capital y sus afueras. Los conspiradores necesitaban la ayuda del coronel Dương Hiếu Nghĩa, uno de los principales oficiales del Đại Việt y jefe temporal del Comando Blindado de la Capital, quien fue clave para el éxito del golpe. Nghia, amigo y designado de Minh, causó dificultades al no responder a la orden de Thiệu de que todos los blindados se trasladaran al norte de Saigón, al cuartel general de la 5.ª División de Thiệu en Biên Hòa, una ciudad satélite en el extremo noreste de la capital. Un cable de la CIA informó que Nghia estaba al tanto de que los movimientos eran parte de un golpe de Estado contra Minh y le dijo a Thieu que no se desplegaría fuera de la capital y declaró su apoyo a Minh. Esto tomó a los conspiradores por sorpresa, y como Harkins partió a su «viaje de campo» al mismo tiempo, Kahin conjeturó que en realidad había ido a presionar a Nghia para que apoyara el golpe o al menos lo respaldara parcialmente al aceptar ayudar a deponer a los confidentes de Minh, Đôn, Đính, Kim y Xuân. Sin embargo, luego se informó que Nghia había acordado apoyar a Thieu, quien aparentemente había obtenido el control de los elementos blindados y marinos en Saigón. También obtuvo la cooperación del teniente coronel Lý Tòng Bá, comandante del 6.º Escuadrón Blindado y del general de brigada Lâm Văn Phát, comandante católico y leal a Diệm de la 7.ª División, que junto con la 5.ª División de Thieu formaba parte del III Cuerpo de Khiêm. Harkins regresó de su expedición el mismo día y se encontró con Lodge, quien le contó del encuentro más reciente de Khánh con Wilson. Menos de dos horas antes de que se produjera el golpe, en mitad de la noche, Lodge le informó a Harkins la hora en que comenzaría el golpe y la ubicación del puesto de mando del golpe.

## Golpe
En la noche del 29 de enero, Mậu y Khiêm alertaron a las tropas rebeldes para que tomaran sus posiciones alrededor de Saigón. Entre ellos se encontraban muchos de los utilizados en el primer golpe: vehículos blindados y tanques y algunos elementos de las Divisiones 5 y 7, dos batallones aerotransportados y un batallón de marines y una variedad de unidades de Fuerzas Especiales, Rangers y Guardia Civil. Varios oficiales estadounidenses y funcionarios de la embajada fueron alertados para que estuvieran en sus oficinas a las 02:00. Lodge se mantuvo completamente informado durante toda la noche. Cuando se acercaba la hora, Khánh se puso el uniforme de paracaidista y se dirigió al cuartel general militar en Tan Son Nhut, donde vio que el recinto estaba vacío, salvo unos pocos guardias. Cuando llamó por teléfono a Khiêm, descubrió que su cómplice se había quedado dormido porque había olvidado poner el despertador. A pesar de ello, al amanecer, Khánh había asumido el gobierno sin disparar un solo tiro.
Khánh aprovechó el golpe para tomar represalias contra los principales generales de Minh. Khánh hizo arrestar a Kim, Đôn, Đính y Xuân, alegando que formaban parte de un complot neutralista con los franceses. Khánh señaló que habían servido en el Ejército Nacional Vietnamita a principios de la década de 1950, bajo la administración colonial francesa, aunque él también lo hizo. Lan también fue arrestado como sospechoso de ser agente francés. Los miembros de la junta fueron tomados totalmente por sorpresa. Minh, Đôn y Kim se despertaron y encontraron fuerzas hostiles rodeando sus casas y pensaron que era una maniobra quijotesca de algunos jóvenes oficiales descontentos.
Tho fue detenido durante el golpe y puesto bajo arresto domiciliario mientras los conspiradores consolidaban su control del poder; luego fue apartado de la escena política. El general Nguyen Van Vy, que había regresado de Francia después de la deposición de Diệm para servir como subjefe del Estado Mayor para entrenamiento, fue puesto bajo arresto domiciliario antes de ser liberado un día después del éxito del golpe.
El coronel Nghia mostró sus sentimientos encontrados sobre la junta con el uso selectivo de sus tropas blindadas. Apoyaron la acción de Khánh contra Đính, Đôn, Kim y Xuân, pero intentaron proteger a Minh utilizando tanques para proteger su casa de las unidades de la Guardia Civil de Lam, que también fueron utilizadas para arrestar a los otros cuatro miembros principales de la junta. Aunque se llevaron a Minh, se afirmó que era una medida de protección para protegerlo de algunos de los partidarios más agresivos de Khánh, y nunca fue arrestado ni puesto bajo custodia formal. A lo largo de la mañana los oficiales depuestos fueron llevados uno por uno a la sede del JGS por los conspiradores. Los generales fueron luego trasladados en avión a la playa de My Khe, cerca de Đà Nẵng.
Wilson acompañó a Khánh e informó a Lodge sobre el progreso del golpe aproximadamente dos veces por hora. El embajador estadounidense transmitió rápidamente la información a Washington. Durante los 90 minutos hasta las 06:00, Wilson informó que las cosas iban por buen camino. Durante las primeras etapas del golpe, el puesto de mando de la Brigada Aerotransportada fue utilizado como cuartel general de los rebeldes, antes de que se establecieran en el cuartel general del JGS una vez que la situación se estabilizara. A las 06:10 Khiêm llegó al puesto de mando de la Brigada Aerotransportada para unirse a Khánh y 35 minutos más tarde el comandante del IV Cuerpo, el general Nguyễn Hữu Có llegó para unirse al golpe. Los paracaidistas y la infantería cortaron los caminos hacia la ciudad para impedir que posibles unidades leales asaltaran la capital, pero nunca se hizo tal intento. En total, 3000 soldados de ocho batallones participaron en el golpe y se trajeron tanques desde Mỹ Tho al sur.
El general Nguyễn Văn Chuân fue invitado por Khiêm al cuartel general del golpe después de que se completó la toma del poder. Recordó que había entre 15 y 20 oficiales vietnamitas presentes junto con Khánh y Khiêm, y que muchos habían sido puestos en licencia sin goce de sueldo o destituidos después del derrocamiento de Diệm. Chuan dijo que Khánh presidió una reunión y afirmó que el gobierno de Minh era «neutralista, procomunista y profrancés» e incompetente. Dijo que los conspiradores «no sabían cómo llamar al golpe de Estado para que sonara bien; sólo un tiempo después pensaron en el término 'rectificación'». Wilson estuvo presente en la reunión y telefoneó a Harkins «cada cinco minutos», y Khánh abandonó la reunión temprano y dejó a Khiêm a cargo, diciendo que tenía que reunirse con Harkins. Durante la reunión, Thieu y Mậu llegaron a las 08:40 y la atmósfera de la reunión era comparable a una función de campaña electoral triunfal en la noche del recuento de votos. Antes de partir y comunicar a los demás que se reuniría con Harkins, Khánh había anunciado a los oficiales en la sala que dependería en gran medida del asesoramiento y el apoyo de los EE. UU..
Chuan dijo que la característica obvia de los conspiradores reunidos en la sede del JGS era «la fuerte participación del grupo Harkins... esta acción no se estaba llevando a cabo de forma independiente... [sino] que estaba dirigida por extranjeros». Concluyó que Minh había sido derrocado por los estadounidenses por oponerse a su plan de expandir la guerra y la presencia militar estadounidense. Bui Diệm, el futuro embajador de Vietnam del Sur en Estados Unidos, reflexionó años después que mucha gente sabía del golpe y que la falta de acción por parte de los funcionarios estadounidenses era una clara indicación de aliento para Khánh.
Durante el golpe de Estado ocurrido antes del amanecer y durante todo el día, hubo poca reacción por parte del público, que continuó con su vida cotidiana como si nada hubiera sucedido. Muchos parecían no darse cuenta de que se había producido un golpe de Estado mientras aún dormían. No hubo interrupciones en el tráfico rodado ni en la prensa y, aunque los vuelos se suspendieron por la mañana, se reanudaron por la tarde. Había planes para decretar un toque de queda, pero se abandonó la medida.

## Reacción y consecuencias

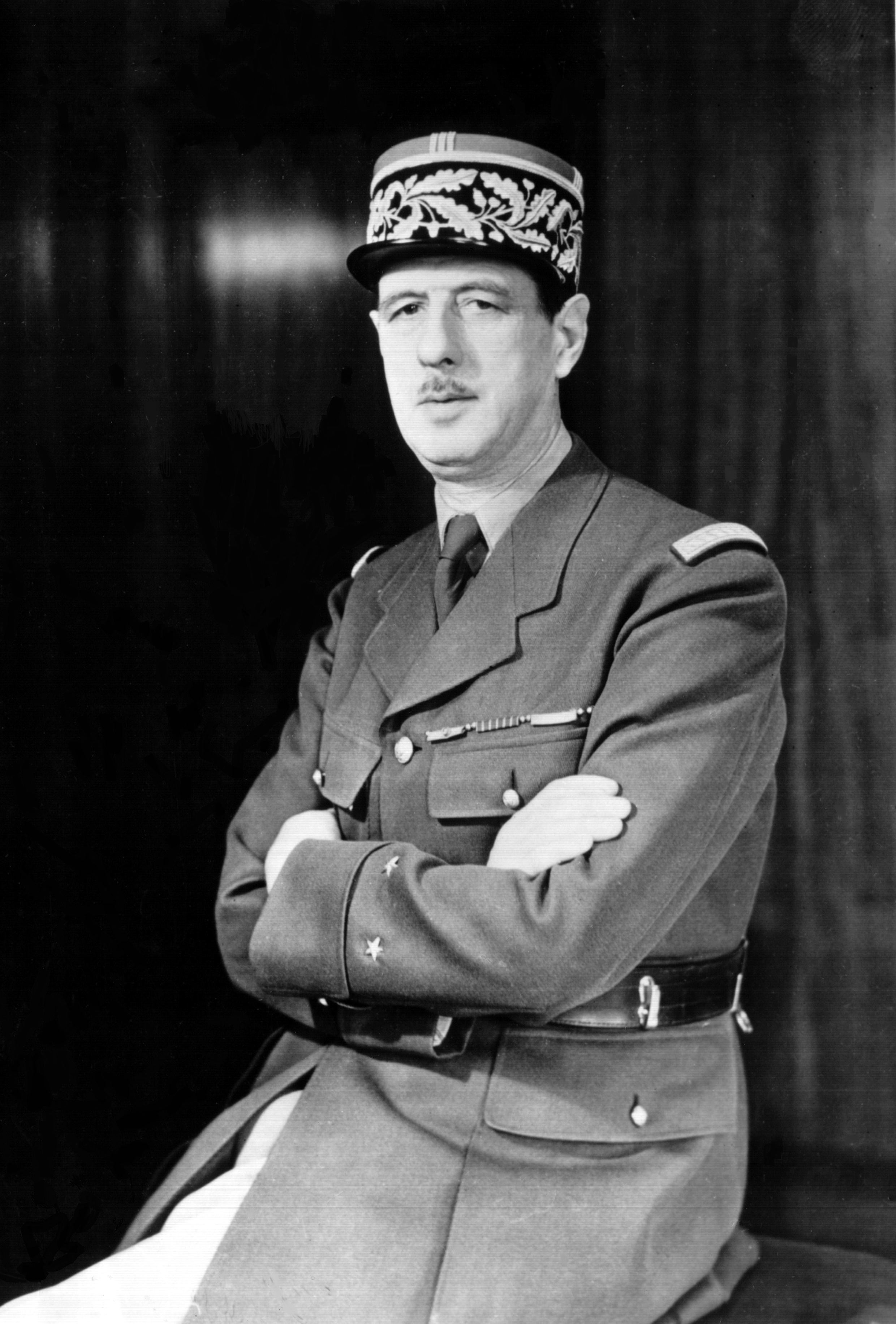
En aquella época, Charles de Gaulle quería reconocer a la China comunista y convertir a Vietnam del Sur en neutral. Los conspiradores acusaron a la junta gobernante de ser parte del complot de De Gaulle.

Los funcionarios estadounidenses en Washington se sorprendieron por el golpe. Aunque Khánh ya le había dicho al oficial de la CIA Lucien Conein —quien ayudó a planificar el golpe contra Diệm— en diciembre de 1963 que tenía la intención de derrocar a Minh, el informe fue archivado entre los muchos rumores que recibieron los representantes estadounidenses.
Tras el golpe, los estadounidenses, tanto en los medios de comunicación como en el gobierno, promocionaron a Khánh como la nueva esperanza de Vietnam del Sur. En general, los medios estadounidenses —que apoyaron ampliamente el cambio de liderazgo en Saigón— retrataron a Khánh como un «hombre fuerte». Khánh se presentó como un oficial robusto y agresivo y apareció en fotografías vistiendo su uniforme de paracaidista. Los periódicos habían criticado duramente a Minh y apoyaron la afirmación de Khánh de que «lucharía contra el comunismo hasta la victoria final» y que el cambio era un punto de inflexión para mejor.
Khánh se reunió con Lodge en la mañana del golpe durante aproximadamente una hora después de haber organizado una reunión a través de Wilson. Debido a las preocupaciones sobre si Washington expresaría su apoyo al golpe y cuál era la política oficial, la reunión no se celebró en la embajada sino en la casa del asistente de Lodge, Dunn. Sin embargo, si Lodge estaba preocupado por mantener un perfil bajo respecto del golpe, Khánh no, y llegó a la residencia de Dunn con siete jeeps llenos de ayudantes antes de abrazar a Lodge. Le dijo a Lodge que perseguiría agresivamente a los comunistas y que el golpe no perturbaría al ejército de ninguna manera significativa. Khánh prometió intensificar el esfuerzo bélico, pedir constantemente orientación a Lodge, introducir la democracia e instalar una línea telefónica directa entre el cuartel general militar vietnamita y la embajada de Estados Unidos. Lodge también informó que Khánh quería dar la impresión de que pensaba seriamente que un acuerdo neutralista que involucrara a De Gaulle era una perspectiva genuina y siniestra, y que De Gaulle había hecho muchos progresos en influenciar a la administración anterior.
Inmediatamente después del golpe, Lodge afirmó que Estados Unidos «no tenía nada que ver con la operación» y no especularía sobre cómo el golpe podría afectar la política en Washington. Blair dijo que «el papel de Lodge en el golpe... [fue] en gran medida pasivo. No dio "luz verde" a los conspiradores ni se puso en contacto con ellos». Después de la toma del poder por parte de Khánh, los oficiales militares vietnamitas se refirieron al cambio de liderazgo como «la venganza de Harkins» o «el golpe del Pentágono». Todas las figuras vietnamitas principales de ambos lados, incluido el propio Khánh, Minh, Đôn, Đính y Tho, coincidieron en años posteriores en que Estados Unidos estuvo involucrado de manera importante y decisiva y que, de lo contrario, un golpe habría sido imposible. 
En su primera emisión radial tras tomar el poder, que no ocurrió hasta las 16:00, Khánh arremetió contra el régimen anterior por su desempeño durante sus tres meses en el poder. «La situación política, económica y social en el campo todavía no ofrece perspectivas prometedoras. No ha habido una sola compensación digna de los sacrificios que aceptan diariamente los soldados», afirmó. Aludió a un complot neutralista, afirmando que «algunas personas» se habían unido «a los colonialistas que defienden el neutralismo para allanar el camino a los comunistas para esclavizarnos». La transmisión de Khánh fue firmada por 17 generales y otros 32 oficiales superiores. Muchos observadores se mostraron inmediatamente escépticos ante las afirmaciones de neutralismo y consideraron que la ambición personal fue el factor motivador desde el principio. Una fuente anónima cercana a los conspiradores dijo a The New York Times que «Estábamos realmente preocupados por ellos... y teníamos pruebas concluyentes de que habían estado hablando con los franceses en términos de un Vietnam neutralizado y que Vietnam del Norte había dado apoyo al plan», nombrando explícitamente a Kim y Xuân.
No estaba claro si el Departamento de Estado o Lodge estaban entusiasmados con el cambio político en Saigón en ese momento, pero si no lo estaban, se les presentó un hecho ya consumado. Un informe de la CIA desde Saigón poco después de la toma del poder le dijo al Departamento de Estado que «es seguro decir que el grupo de Khánh será esencialmente proestadounidense, anticomunista y antineutralista en su orientación general». En lo que respecta a Harkins, con la política estadounidense comprometida a mantener el liderazgo en manos de altos oficiales militares, no había otras opciones aparentes; le dijo al general Taylor: «Una cosa es segura con este golpe. Hemos agotado a todos los oficiales generales elegibles». Por su parte, Lodge decidió no advertir a la junta, a la que la embajada había prometido su apoyo, sobre el inminente complot, a pesar de estar muy consciente de ello. En un cable enviado unos días después del golpe, dijo que «el golpe del general Khánh fue extremadamente desconcertante a primera vista», pero que la falta de reacción pública al derrocamiento de Minh indicaba que las acciones de Khánh no eran algo de lo que debieran alarmarse. Escribió que el progreso de la historia a menudo se hacía en muchas fases por diferentes individuos o grupos, usando la analogía de que en un partido político estadounidense, las personas que gestionan las campañas primarias son diferentes de las que dirigen las elecciones nacionales, mientras que los funcionarios en funciones son completamente separados. Lodge especuló que si bien Minh y sus generales tuvieron éxito en derrocar a Diệm (algo que Lodge alentó firmemente), es posible que ellos mismos no fueran los administradores ideales de una nación. En cuanto a las perspectivas de derrotar a los comunistas, dijo: «Nuestro lado sabe cómo hacerlo; tenemos los medios para hacerlo; simplemente necesitamos hacerlo. Esto requiere un comandante duro y despiadado. Tal vez Khánh lo sea». Blair dijo que la costumbre de Lodge de buscar paralelos estadounidenses con las situaciones vietnamitas obstaculizaba su juicio, señalando que el gobierno de Khánh simplemente vio más inestabilidad y caos. A finales de febrero, Lodge seguía siendo positivo y envió un telegrama a Washington diciendo que «sigo estando favorablemente impresionado por él. Es realmente mucho más capaz que el grupo de Minh, Don y Kim y, por supuesto, está tan por encima de Diệm y Nhu que no hay comparación».
El Departamento de Estado no parecía estar bien informado sobre la acción, ya que Ball envió un cable a Lodge unas horas después de que comenzara el golpe: «Tenemos tan poca información sobre las motivaciones y otros factores involucrados en la crisis actual que dejamos a su juicio cómo manejarla. Mientras tanto, confiamos en que dejará muy claro que no tuvimos nada que ver con el golpe. Si lo considera aconsejable y posible, nos parecería que habría mérito en preservar a Minh como jefe de gobierno, ya que parece tener las mejores potencialidades para reunir el apoyo del pueblo». El Pentágono se había opuesto a la destitución de Diệm y se opuso a sus sucesores, mientras que el Departamento de Estado apoyó tal medida, y Khánh reflexionó más tarde: «Tal vez en el golpe del 30 de enero de 1964, el Ejército de los EE. UU. había llegado a la conclusión de que también debía tener la capacidad de provocar un golpe». 
La administración Johnson resultó estar muy contenta con el cambio de poder, ya que consideraba que Khánh era más receptivo a su política. Siguiendo instrucciones de la Embajada de Estados Unidos, el Ministerio de Asuntos Exteriores de Saigón redactó un texto para una conferencia de prensa en el que se describía el golpe simplemente como un «cambio en la presidencia y composición del Consejo Militar Revolucionario». Washington prometió rápidamente su apoyo al nuevo régimen incluso antes de que Khánh hubiera formado gobierno. Al mismo tiempo, a pesar de que muchos miembros de alto rango de la junta de Minh estaban detenidos, los estadounidenses dijeron que no se había producido ningún cambio de poder y que no era necesario un nuevo reconocimiento diplomático. Lodge afirmó que las acciones de Khánh eran simplemente un cambio de liderazgo en la cúpula del CMR.
Después de haberles dicho lo mismo a sus colegas en la sede del golpe, Khánh le dijo a Lodge en la embajada que confiaría en él para recibir asesoramiento político. El 31 de enero, solicitó explícitamente al embajador su criterio sobre el tipo de gobierno que debería formar y sugerencias sobre roles de liderazgo. Rusk sugirió que Khánh debería ocupar la jefatura del Estado además de la presidencia del CMR, y el 2 de febrero, Johnson le envió una nota personal escrita a mano de apoyo, habiendo informado que al principio se sentía incómodo. Sin embargo, Johnson también envió a McNamara a Saigón para advertir a los oficiales que las continuas luchas de poder podrían hacer que el Congreso de Estados Unidos se muestre hostil a nuevas solicitudes de financiación. Según Blair, Johnson no tenía «ningún conocimiento interno sobre su preparación y mecánica». Concluyó que Johnson no tenía nada que ver con el golpe y no tenía conocimiento previo del mismo.
Según Blair, «Khánh podría tocar Lodge como un instrumento musical» para justificar su golpe. Al día siguiente de llegar al poder, Khánh afirmó además a Lodge que Đôn estaba en posesión de documentos informativos de los estadounidenses sobre los planes para el bombardeo de Vietnam del Norte y dijo que estaban en peligro de ser entregados a los comunistas. Khánh afirmó además que estaba intentando desesperadamente recuperar los documentos para impedir que los comunistas accedieran al material. Blair citó la respuesta inmediata de Lodge —tomó a Khánh en serio y envió un cable urgente a Washington a través del canal ultrasecreto de la CIA— como un ejemplo de credulidad con respecto a la tendencia de Khánh a hacer afirmaciones grandilocuentes y egoístas. Lodge también se sintió muy tranquilizado por las garantías de Khánh de apoyar el bombardeo estadounidense de Vietnam del Norte, el aumento de las acciones contra el Viet Cong y un aumento de los asesores estadounidenses hasta el nivel de las aldeas. Lodge también le dijo a Khánh que el progreso militar era lo fundamental en lo que respecta al continuo apoyo de Estados Unidos a su liderazgo. Según Blair, «para Lodge, cuando algo se hacía, se hacía, y él se despejaba de todo excepto de la historia encubierta». Dijo que Lodge no estaba interesado en obtener información detallada sobre el golpe, sólo que «la mejor información era que el golpe fue planeado y llevado a cabo por el general Thieu».

## Consolidación del poder de Khánh
Khánh intentó rápidamente consolidar su control del poder anunciándose como el nuevo jefe de Estado y presidente del Consejo Militar Revolucionario en lugar de Minh. Khánh había intentado convencer a Minh de que permaneciera en el cargo como jefe de Estado sin poder, y el día del golpe se produjo un enfrentamiento antes de que Khánh concluyera que Minh se negaría a ejercer el cargo. Minh fue llevado al cuartel general militar y, después de negarse a cooperar durante varias horas, fue llevado bajo vigilancia armada a su casa para almorzar. Continuó desafiando a Khánh durante toda la tarde, pidiendo la liberación de sus compañeros generales. Minh no había sido implicado en el supuesto complot neutralista francés y permaneció en silencio durante todo el día. Una semana después, Khánh logró persuadir a Minh para que permaneciera como jefe de Estado figurativo. Esto se debió en parte a la presión estadounidense, que creía que el popular Minh sería un factor unificador y estabilizador en el nuevo régimen y que su cooperación proporcionaría continuidad. Según Kahin, se trataba de «un medio de simbolizar ante el mundo exterior una unidad y una continuidad política que en realidad no existían». Khánh caracterizó en privado la falta real de poder de Minh ante los estadounidenses como «exactamente como la del Rey de Inglaterra», pero sobre una «base provisional». Khánh hubiera preferido ver a Minh completamente alejado de cualquier posición pública junto con sus colegas en Da Lat.
Por su parte, Minh estaba resentido por haber sido depuesto por un oficial más joven a quien consideraba un advenedizo sin escrúpulos. Minh también estaba molesto por la detención de sus compañeros generales y unos 30 de sus oficiales subalternos. El último grupo fue liberado cuando Minh puso esta condición como condición para ejercer como jefe de Estado. Khánh intentó evitar la cuestión de fundamentar el supuesto complot neutralista durante el mayor tiempo posible, y luego trató de revivirlo afirmando que agentes franceses estaban intentando asesinarlo e imponer el neutralismo. Khánh no presentó ninguna prueba y se limitó a afirmar que los franceses habían pagado a un sicario 1300 dólares para que lo matara, antes de inflar posteriormente la supuesta recompensa por su asesinato. Los funcionarios de inteligencia estadounidenses en Vietnam dijeron en privado que no tenían conocimiento de ninguna amenaza de ese tipo.
Khánh intentó aliviar el sentimiento hostil entre los soldados rasos del ejército de Vietnam del Sur hacia la destitución del popular Minh aumentando los salarios de los soldados rasos y cabos en un 20%, con la aprobación y financiación de los EE. UU.. También trató de aumentar su base de apoyo entre los oficiales superiores, llegando a varios coroneles jóvenes al rango de «aspirante a general de brigada». Los destinatarios de las promociones fueron el comandante de la Armada de la República de Vietnam Chung Tấn Cang, el comandante de la Fuerza Aérea de la República de Vietnam Nguyễn Cao Kỳ, el comandante de la Brigada Aerotransportada Cao Văn Viên, quien fue capturado y casi ejecutado por los generales depuestos por negarse a volverse contra Diệm durante el golpe de noviembre de 1963, y Thi. Tôn Thất Xứng fue ascendido a general de brigada y nombrado comandante de las Fuerzas Regionales.

### Nombramiento del gabinete
Khánh pronto llegó a dominar el CMR. Resultó ser mucho más astuto y motivado políticamente que la junta anterior, y buscó a políticos y tecnócratas vietnamitas veteranos para crear un nuevo gobierno. Una semana después de tomar el poder, Khánh convocó al doctor Nguyễn Tôn Hoà, un católico que fue uno de los antiguos líderes de la rama sur del Đại Việt Quốc dân đảng (Partido Nacionalista del Gran Vietnam). Hoan había estado exiliado en París durante la era Diệm, pero permaneció activo, publicando una revista y manteniéndose al día con los acontecimientos en Vietnam. Hoan había generado poco apoyo popular durante su campaña por el poder en las décadas de 1940 y 1950 y no pudo formar un gobierno como primer ministro cuando regresó. Entonces Khánh decidió actuar como primer ministro y presidente del CMR reorganizado, que amplió para incluir a 17 generales y 32 oficiales más, para un total de 50 miembros. Hoan fue nombrado primer vice primer ministro a cargo de la pacificación rural. Se le dio el control de cinco ministerios, incluidos el del Interior, el de Defensa Nacional y el de Asuntos Rurales, y dos comisiones especiales, que se dedicaron principalmente a consolidar las aldeas estratégicas de Ngô Đình Nhu en las rebautizadas Nuevas Aldeas de Vida Rural. El segundo vice primer ministro fue Nguyễn Xuân Oánh, banquero y economista formado en la Universidad Harvard y asociado al Đại Việt. Oanh fue encargado de administrar las finanzas y la economía del país. Mậu fue el tercer vice primer ministro y se ocupó de los asuntos sociales y culturales. Otros políticos de Đại Việt que recibieron puestos en el gabinete fueron Phan Huy Quát como ministro de Asuntos Exteriores y Ha Thuc Ky como ministro del Interior. Sin embargo, el segundo miembro más poderoso del nuevo régimen era Khiêm, que era ministro de Defensa, y Khánh controlaba firmemente el gobierno civil a través de la junta, que reorganizó para dar mayor peso a sus compañeros golpistas. 
Khánh seleccionó un gabinete de trece ministros y dos secretarios de Estado a nivel ministerial, y eligió nuevos jefes provinciales y de distrito. Originalmente intentó incluir a miembros de una variedad de grupos políticos y religiosos, incluidos representantes de las sectas Cao Đài y Hòa Hảo, que aún tenían restos de sus ejércitos privados intactos después de su derrota ante Diệm en 1955. Aunque Khánh insistió en que no tenía afiliación a ningún partido, la orientación de su gobierno era hacia el Đại Việt, que ocupaba muchos de los puestos clave del gobierno. Esto provocó la amargura de otros nacionalistas anticomunistas y grupos que fueron prohibidos bajo Diệm y que buscaban un papel más importante en la vida pública, así como de una generación más joven que sentía que los partidos nacionalistas establecidos eran responsables de dividir al pueblo.
Khánh prometió que las elecciones de aldea abolidas bajo Diệm se celebrarían lo antes posible y que se elegiría una nueva Asamblea Nacional dentro de un año. Comenzó por abolir el Consejo de Notables. Muchos observadores vietnamitas y estadounidenses consideraron que esta decisión fue precipitada y prematura, ya que las promesas de elecciones se habían incumplido con frecuencia y el consejo había sido al menos un foro eficaz para el disenso, dando una apariencia de democracia en ausencia de representación parlamentaria.

## Juicio
Khánh presidió el juicio, que tuvo lugar el 28 de mayo después de que los estadounidenses lo presionaran para que concediera una audiencia a sus oponentes. Minh fue acusado de malversar una pequeña cantidad de dinero, antes de que se le permitiera actuar como asesor en el panel de juicio.
Los generales fueron interrogados en secreto durante cinco horas y media, principalmente sobre detalles de su golpe contra Diệm, en lugar de sobre la acusación original de promover el neutralismo. Como todos los oficiales estaban involucrados en el complot contra Diệm, esto no reveló ninguna información nueva para ellos. El tribunal deliberó durante más de nueve horas y, cuando se reunió nuevamente para emitir el veredicto el 29 de mayo, Khánh declaró: «Les pedimos que, una vez que comiencen a servir nuevamente en el ejército, no se venguen de nadie». El tribunal entonces «felicitó» a los generales, pero concluyó que eran de «moralidad laxa» y no estaban calificados para comandar debido a una «falta de un concepto político claro». Se les reprendió por ser «inadecuadamente conscientes de su gran responsabilidad» y por permitir que «sus subordinados se aprovechen de sus posiciones». Khánh también atacó a Đính, alegando que había comparado despectivamente a Khánh con Gamal Abdel Nasser en una reunión con Diệm. A los cuatro generales encarcelados se les permitió permanecer en Da Lat bajo vigilancia con sus familias. Sin embargo, hubo informes de que el juicio terminó de manera festiva, similar a una fiesta, ya que los oficiales se dieron la mano y se reconciliaron, y se informó que Minh elogió a Khanh por su «imparcialidad» antes de organizar una cena de celebración para los generales. A los cuatro generales se les prohibió comandar tropas durante un período: a Kim se le prohibió hacerlo durante seis años y a Đôn durante 18 meses. Se prepararon oficinas para el cuarteto para que pudieran participar en «investigación y planificación». Preocupado de que el grupo de oficiales ociosos conspirara contra él, Khánh hizo algunos arreglos preliminares para enviarlos a los Estados Unidos para realizar estudios militares, pero esto fracasó.
El juicio se celebró a puertas cerradas y el público no fue informado de los resultados ni de que se habían llevado a cabo procedimientos judiciales hasta unos días después. A pesar del resultado, cuando el asunto se hizo público, vino acompañado de una advertencia de Khánh contra la neutralidad. El comunicado de prensa público afirmó que la junta de Khánh había adoptado una actitud indulgente para mejorar «el espíritu de unidad y la tradicional camaradería en las armas de las fuerzas armadas». Algunos civiles del gabinete de Khánh se vieron sorprendidos por la audiencia secreta y uno de ellos se pronunció diciendo: «Dejarlos ir así elimina la aparente justificación de la existencia de todo el Gobierno». La declaración de la junta no acusó específicamente a nadie de neutralidad, pero dijo que la repetición de tales actividades podría resultar en bajas del ejército, lo que implica que se habían producido movimientos neutralistas en el pasado. Advirtió sobre la «imposición de todos los castigos reservados para el personal militar que haya cometido el delito de traición contra el pueblo en la lucha contra los comunistas y los neutralistas».
Las acciones de Khánh provocaron divisiones entre los oficiales del ERVN, que quedaron insatisfechos con él. Cuando el propio Khánh fue depuesto en 1965, entregó expedientes que demostraban que los cuatro generales eran inocentes; los documentos originales que según Khánh demostraban sus acusaciones de neutralismo no fueron presentados a nadie ni encontrados por nadie. Robert Shaplen dijo que «el caso... siguió siendo una de las mayores vergüenzas de Khánh». Sin embargo, a pesar de lo que el público de Vietnam del Sur pudiera haber pensado de él, Khánh gozó de una confianza continua entre los estadounidenses hasta finales de 1964.